# Kun'ja (fiume)
La Kun'ja è un fiume della Russia europea occidentale (oblast' di Pskov, Tver' e Novgorod), tributario di destra del Lovat'. Appartiene al bacino del Mar Baltico.
Nasce dal piccolo lago Vsteselevo, nella parte sudorientale dell'oblast' di Pskov, e scorre con direzione mediamente settentrionale in una regione di bassi rilievi collinari compresa fra le alture di Bežanicy ad ovest e il più vasto rialto del Valdaj ad est; sfocia nel medio corso del Lovat', a 192 km dalla foce, non lontano dalla cittadina di Cholm. Il maggiore affluente è la Serëža, che tributa dalla destra idrografica.
La Kun'ja gela, in media, dai primi di dicembre alla fine di marzo o ai primi di aprile.